# Svenne Hedlund

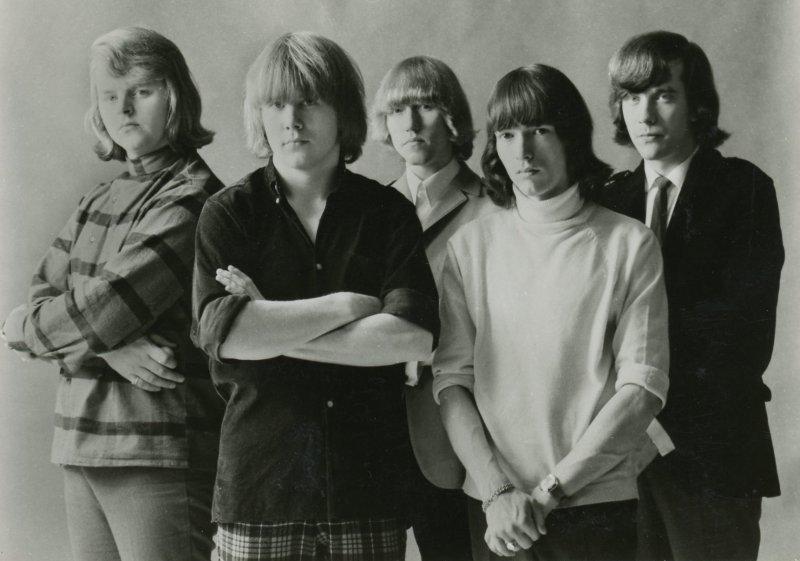
Svenne Hedlund (andre fr. h.) som sångare i Hep Stars 1965.

Sven Ove "Svenne" Hedlund, född 1 mars 1945 i Solna församling i Stockholms län, död 3 december 2022 i Värnamo, var en svensk sångare.

## Biografi
I tonåren gick Hedlund i enhetsskola i Eklidens skola i Nacka och började därefter arbeta som busskonduktör på Björknäsbussarna som trafikerade Nacka-Värmdö. 
Han slog igenom som sångare i popgruppen Hep Stars, där han blev medlem 1964. Gruppen fick flera hitsinglar, bland annat "Farmer John" och "Cadillac" 1965, och blev en av de mest framgångsrika svenska popgrupperna under 1960-talet. År 1968 anslöt den amerikanska sångerskan Charlotte Walker, sedermera känd som Lotta Hedlund, till gruppen. Hedlund och Walker gifte sig 1969, samma år som Hep Stars upplöstes; paret bildade då sångduon Svenne & Lotta. Duon deltog i Melodifestivalen 1975 med låten "Bang en boomerang", och återkom i Melodifestivalen 2000, då de medverkade på Balsam Boys bidrag "Bara du och jag". Paret var under många år bosatta i Sävsjö, men skilde sig 2014.
I början av 2000-talet var Hedlund medlem i popgruppen Idolerna, tillsammans med Tommy Blom från Tages, Lennart Grahn från Shanes och Lalla Hansson från Fabulous Four. Från 2005 gjorde Hedlund ett stort antal framträdanden med The Cadillac Band som kompband. I dessa shower var medlemmar i Elvis Presleys originalband gästartister, bland andra James Burton, D.J. Fontana, Glen D. Hardin och John Wilkinson. 2007 spelade Svenne och The Cadillac Band in tre låtar i Sun Studios i Memphis.
Svenne Hedlund avled den 3 december 2022 i sviterna av covid-19, som han fick tidigare det året.
Han blev 77 år gammal.

## Diskografi (som soloartist)

### Singlar
- 1967 – A Fool Such As I / As Long As I Have You

### Album
- 1967 – Sven Hedlund Sings Elvis
- 2010 – Svenne Hedlund Sings Elvis in Memphis

## Filmografi (urval)
- 1966 – Syskonbädd 1782
- 1968 – Åsa-Nisse och den stora kalabaliken